# 街区

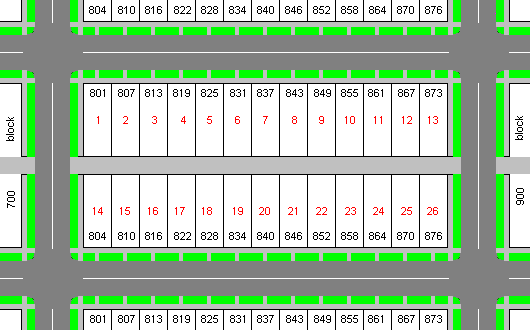
街区の例

街区（がいく）とは市区町村内の区画のひとつである。日常的には、街路に囲まれた一区画をいう。英語のcity blockに対応し、「ブロック」ともいう。

## 概要
街区は日本の行政上は「市町村内の町又は字の名称並びに当該町又は字の区域を道路、鉄道若しくは軌道の線路その他の恒久的な施設又は河川、水路等によつて区画した場合におけるその区画された地域」（住居表示に関する法律第2条）と定義されている。
住居表示で、例えば「永田町二丁目2番1号」の「2番」を街区符号という。街区の上位の住所の単位は町・字であり「永田町二丁目」がこれにあたる。電柱や建物の壁面に設置されている街区表示板は、町・字と街区符号とを記載している。一般的に、街区の角から右回りに街区符号を振っていく。周回にならない場合は、右回りの後に連続蛇行する。

## 街区レベル位置参照情報
街区レベル位置参照情報は日本の主な街区ごとに座標（代表点の緯度・経度、平面直角座標）を示したジオコーディング用のデータベースである。国土交通省国土計画局が2000年以来整備して、インターネット内のサイトからダウンロードできるようになっている。